# Ахундов, Вагиф Алибала оглы
Вагиф Алибала оглы Ахундов (азерб. Vaqif Əlibala oğlu Axundov; род. 16 сентября 1950, Астара) — начальник Службы безопасности Президента Азербайджанской Республики, генерал-полковник.

## Биография
Родился в 1950 году в городе Астара Азербайджанской Республики. Азербайджанец.
В 1967—1972 годах работал в Азербайджанском институте нефти и химии, в 1999—2002 годах учился в Бакинском государственном университете им. Расулзаде, получил образование в Академии государственного управления при президенте Азербайджанской Республики. По специальности — экономист-инженер, юрист.
Трудовую деятельность начал в 1971 году в городе Куйбышеве токарем на заводе.
С 1972 по 1975 год на военной службе офицер, нормировщик, старший инженер-экономист на машиностроительном заводе им. Л. Шмидта в Баку.
С 1975 по 1978 год — секретарь комитета комсомола Управления внутренних дел города Баку, с 1978 по 1991 год заместитель начальника отдела и начальник отдела МВД Азербайджанской ССР.
В 1992—1993 годах — начальник Управления охраны высших государственных органов власти и управления Азербайджанской Республики.
С 1993 по 16 марта 2020 года начальник Особой государственной службы охраны Азербайджана.
С 16 марта 2020 года начальник вновь созданной Службы безопасности Президента Азербайджанской Республики.

## Награды
- Орден «Азербайджанское знамя»
- Орден «Слава» (16 сентября 2020 года) — за многолетнюю плодотворную деятельность в органах особой охраны Азербайджанской Республики[3].
- Орден «За службу Отечеству» 1-й степени (20 августа 2018 года) — по случаю 25-летия создания Особой службы государственной охраны Азербайджанской Республики, за отличие при исполнении служебных обязанностей[4]
- Орден «За службу Отечеству» 2-й степени (15 сентября 2010 года) — за достойное и высокопрофессиональное выполнение служебного долга и проявленную при этом преданность азербайджанской государственности[5]
- Медали
- Почётная грамота Президиума Верховного Совета Азербайджанской ССР